# 69263 Big Ben
69263 Big Ben è un asteroide della fascia principale. Scoperto nel 1987, presenta un'orbita caratterizzata da un semiasse maggiore pari a 2,3024408 UA e da un'eccentricità di 0,1823309, inclinata di 1,99003° rispetto all'eclittica.